# Caucanthus
A Caucanthus a Malpighiales rendjébe és a malpighicserjefélék (Malpighiaceae) családjába tartozó nemzetség.

## Rendszerezés
A nemzetségbe az alábbi 3 faj tartozik:
- Caucanthus albidus (Nied.) Nied.
- Caucanthus auriculatus (Radlk.) Nied.
- Caucanthus edulis Forssk.